# شوهي كاواتا
شوهي كاواتا (باليابانية: 川田 修平) (مواليد 5 أبريل 1994)، هو لاعب كرة قدم ياباني سابق كان يلعب كحارس مرمى.

## وصلات خارجية
- شوهي كاواتا على موقع رابطة كرة القدم اليابانية للمحترفين (اليابانية)
- شوهي كاواتا على موقع قاعدة بيانات كرة القدم.إي يو (الإنجليزية)
- شوهي كاواتا على موقع Soccerway.com (الإنجليزية)
- شوهي كاواتا على موقع عالم كرة القدم.نت (الإنجليزية)